# Caroline Grace Cassidy
Caroline Grace Cassidy, född 25 december 1976 i Dublin,  är en irländsk skådespelare, regissör och författare. 
Cassidy studerade vid Gaiety School of Acting i Dublin, hennes första roll var i tv-serien Custers Last Stand Up 2001. Efter det har hon varit skådespelare, regissör och manusförfattare i både tv-serier och filmer.  Under en period av arbetslöshet påbörjade hon sin första novell, When Love Takes Over, som utkom 2012.
Hon har även skrivit för Woman’s Way, U Magazine och Irish Country Magazine, samt medverkar i Midday show och Elaine Show i tv .
Tillsammans med sin make äger hon Park Pictures, ett film & TV-produktionsbolag.